# ليوكوكلوريديوم بارادوكسوم
ليوكوكلوريديوم بارادوكسوم (بالإنجليزية: Leucochloridium paradoxum)‏ وتسمى (حاضنات خضراء الحُزم) وهو طفيلي ينتمي لعائلة الديدان المسطحة، يتخذ من بطنيات القدم مضيف وسطي، وعادةً ما يعثر عليه في حلازين سوكسينيا [الإنجليزية] الأرضية.

## الهيئة العامة
بشكل عام طفيليات ليوكوكلوريديوم باختلاف أنواعها غالباً ما تكون متشابهة بالمظهر مع اختلافات بالأحجام، ويمكن التمييز بين أنواعها عن طريق أنماط وألوان الكيس-الحاضن، فبالنسبة لطفيلي ليوكوكلوريديوم بارادوكسوم تمتلك أكياس حاضنة ذات أشرطة خضراء اللون مع بقع بنية وسوداء، خلال نموه تبدو عليه تغييرات بالشكل والحجم، بيوض هذا الطفيلي تبدو بشكل بيضاوي وبلون بني.
يرقات هذا الكائن تبدو واضحة في المراحل الأولى من التكوين فهي شفافة وممدودة الشكل، وعندما تتحول إلى طور الأبواغ تبدو بشكل كيس حاضن وفي هذه المرحلة تكون معدية وتصيب الحلازين في عيونها فتبدو العين تنبض بالألوان (أخضر وأصفر وأحمر).
تتحول الأبواغ إلى طور الذانبة بظهور ذيل لها مع نمو جهاز هضمي وتوازيه مثانة تنتهي عند الذيل، يتميز الذيل باحتوائه على العديد من الطيّات من الأعلى والأسفل وشعيرات على الجوانب، بالإضافة إلى ظهور بقعتان عينيتان.
وفي نهاية دورة الحياة يبدو الطفيلي بشكل دودة مسطحة ظهرياً تحتوي على أشواك مع ماصات لغرض الالتصاق بالمضيف النهائي.

## دورة الحياة

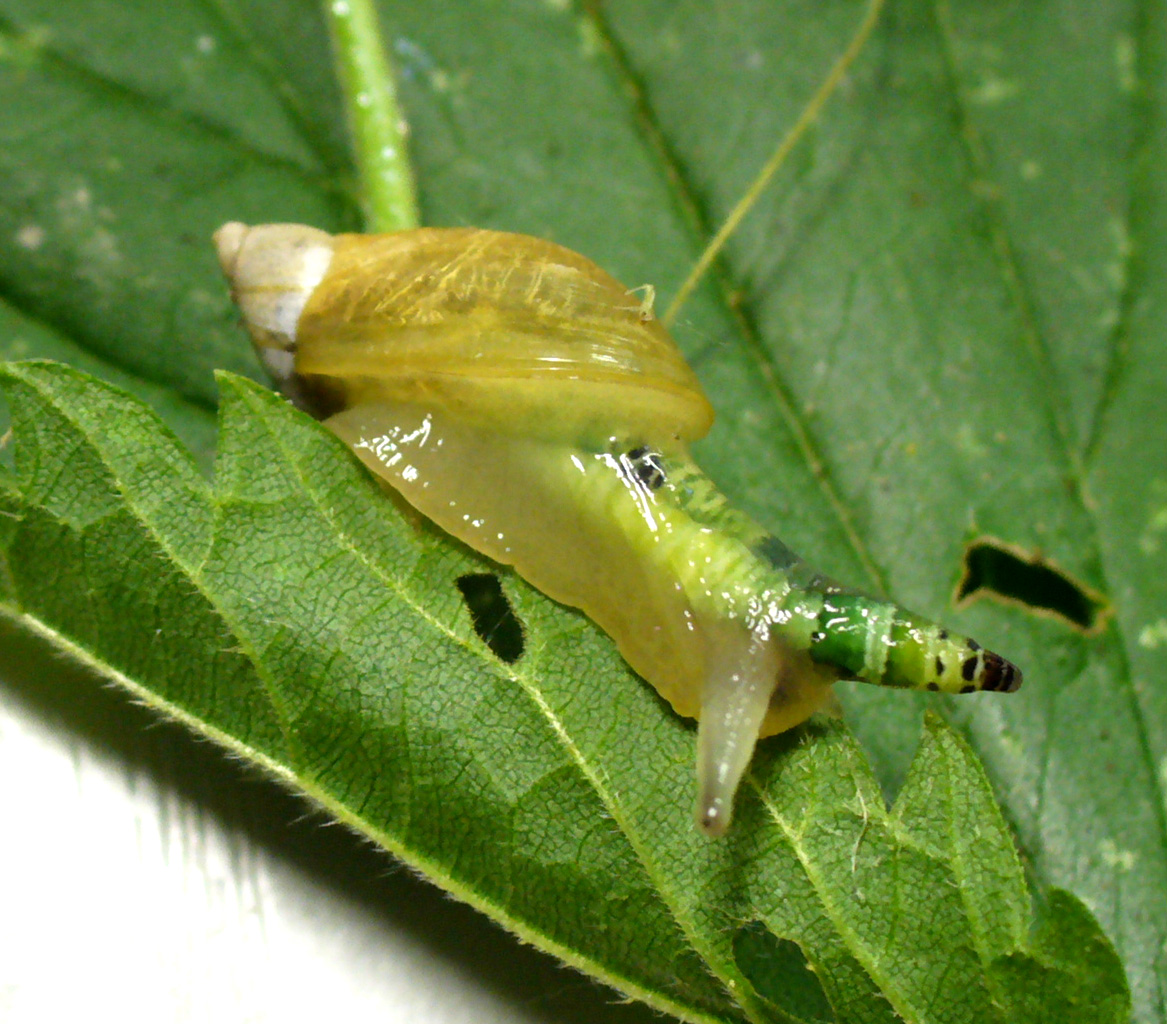
حلزون أرضي من نوع "سوكسينيا بوتريس" مصاب بطفيلي "ليوكوكلوريديوم بارادوكسوم" في عينه اليسرى.

في طور اليرقات ينتقل الطفيلي إلى مضيفه الوسطي الحلزون عن طريق الجهاز الهضمي وذلك لأجل تطورها إلى المرحلة التالية، حيث تنمو كأبواغ داخل الكيس البوغي الذي يظهر كأنبوب طويل يشكل «الكيس الحاضن» حيث يكون مملوء بعدة عشرات أو مئات من الذانبات.
تغزو هذه الأكياس الحاضنة مجسات عيون الحلزون عادة الجهة اليسرى مما يؤدي إلى تورم العين بشكل يشبه البزاقة مع ظهور نبضات ملونة، لوحظ أن هذه النبضات تحدث كاستجابة للضوء الخارجي، حيث وجد أنها لا تنبض في الظلام، في هذه المرحلة يبدأ الحلزون المصاب بالتصرف بشكل مختلف عن أقرانه من الحلازين الأخرى وسلوكه الجديد يخدم أهداف هذا الطفيلي مما يدعم الاعتقاد الذي يقول بأن هذه الطفيليات تسيطر أيضاً على دماغ الحلزون ووظائفه الحركية فتجبره على تسلق النباتات العالية حيث مناطق الضوء الساطع مما يجعلها مكشوفة إلى المفترسات حيث تقوم الطيور بافتراس هذه الحلازين فينتقل الطفيلي إلى مضيفه النهائي الطيور، هناك تتحول الذانبات إلى ديدان بالغة داخل الجهاز الهضمي للطائر ثم تتكاثر جنسياً وتطرح بيوضها التي تخرج من الطيور من خلال برازها، ثم تعود الدورة لتتكرر مرة أخرى من خلال التهام الحلازين لبراز الطيور.
دورة الحياة هذه متماثلة للأنواع الأخرى من جنس ليوكوكلوريديوم [الإنجليزية].

## الموطن
يتواجد طفيلي ليوكوكلوريديوم بارادوكسوم في المناطق الرطبة، كغابات أمريكا الشمالية وأوروبا، والأماكن حيث يعيش المضيف الوسطي والمضيف النهائي لهذا الطفيلي.

## التوزيع
تم رصد طفيلي ليوكوكلوريديوم بارادوكسوم بالأصل في ألمانيا ومناطق أخرى من ضمنها النرويج وبولندا.

## المضيف

### المضيف الوسطي
- حلزون
- سوكسينيا بوتريس [الإنجليزية]

### المضيف النهائي
- الطيور
- عصفور زيبرا (تاينيوبيغيا غوتاتا) - تجريبي.